# ストロッポ
ストロッポ（伊: Stroppo）は、イタリア共和国ピエモンテ州クーネオ県にある、人口約100人の基礎自治体（コムーネ）。

## 地理

### 位置・広がり
| 隣接するコムーネは以下の通り。 - エルヴァ - マクラ - マルモラ - プラッツォ - サンペイレ |

#### 地震分類
イタリアの地震リスク階級 (it) では、3s に分類される
。

## 行政

### 分離集落
ストロッポには、以下の分離集落（フラツィオーネ）がある。
- Arneodi, Bassura, Caudano, Centenero, Ciamino, Contà, Cucchiales, Forte, Giordana, Grangia, Morinesio, Noufresio, Paschero(capoluogo), Pessa, Possile, Ruata Valle, San Martino